# Diogmites duillius
Diogmites duillius là một loài ruồi trong họ Asilidae. Diogmites duillius được Walker miêu tả năm 1849. Loài này phân bố ở vùng Tân nhiệt đới.